# Epica
Epica Là một band nhạc symphonic metal của Hà Lan. Band được thành lập bởi giọng ca, tay guitar của band nhạc After Forever, Mark Jansen sau khi anh rời nhóm năm 2002.

## Tiểu sử

### Thành lập và sự khởi đầu
Đầu năm 2002, Mark Jansen rời khỏi nhóm After Forever theo đuổi giấc mơ riêng của mình và nhanh chóng tìm được những người cùng chí hướng: tay guitar Ad Sluijter, tay bass Yves Huts và tay keyboard và piano Coen Janssen. Dự án ban đầu được lấy tên là "Sahara Dust".. Tới cuối năm 2002, band tìm được Helena Michaelsen (Trail of Tears) làm giọng ca nữ chính, nhưng cô này đã nhanh chóng bị thay thế bởi 1 giọng ca mezzo-soprano "không tên tuổi" Simone Simons, lúc đó đang là bạn gái của Jansen. Và đội hình của band được hoàn chỉnh với sự tham gia của drummer Jeroen Simons. Đồng thời band nhạc cũng đổi tên thành Epica. Epica có nguồn gốc từ tên của 1 album của ban nhạc Kamelot mà một số thành viên của nhóm là big fan.
Epica sau đó đã tập hợp được 1 đội hợp sướng (gồm 2 nam và 4 nữ) cùng với 1 dàn nhạc dây(gồm 3 violins, 2 violas, 2 cellos và 1 upright bass) để thu âm và biểu diễn cùng họ. Và vẫn dưới cái tên Sahara Dust, họ sản xuất hai bản demo với tựa đề Cry for the Moon trong năm 2002 và ký được hợp đồng với hãng đĩa Transmission Records.

### The Phantom Agony(2003–2005)
Album đầu tiên được phát hành năm 2003 mang tên The Phantom Agony, được sản xuất bởi Sascha Paeth(nhà sản xuất đã cộng tác với các band như Angra, Rhapsody of Fire và Kamelot). Trong album đáng chú ý có ca khúc "Façade of Reality" viết về sự kiện 11 tháng 9 bao gồm cả những đoạn trong bài phát biểu của thủ tướng Anh lúc đó là Tony Blair.
Ba đĩa đơn được phát hành từ album là: "The Phantom Agony", "Feint" và "Cry for the Moon".

### Consign to Oblivion(2005–2007)
Album thứ 2 mang tên Consign to Oblivion, lấy cảm hứng từ văn hóa của nền văn minh Maya, điều đó có thể được nhận ra qua các ca khúc trong series "A New Age Dawns". "A New Age Dawns" đề cập tới hệ thống lịch của người Maya, kết thúc vào năm 2012. Consign to Oblivion cũng được sáng tác dựa trên nền tảng nhạc phim, lấy cảm hứng từ các tác phẩm của Hans Zimmer và Danny Elfman. Khách mời tham gia album là Roy Khan (từ band Kamelot) trong ca khúc "Trois Vierges". Epica cũng tham gia một phần tour diễn quảng bá album The Black Halo của Kamelot. Simons cũng góp giọng trong ca khúc "The Haunting (Somewhere In Time)".
Album cũng đã đạt được vị trí số 12 trên bảng xếp hạng âm nhạc của Hà Lan và duy trì trong top 100 suốt 7 tuần sau đó . Hai đĩa đơn trong album được phát hành là, "Solitary Ground" và "Quietus (Silent Reverie)".
Tháng 9 năm 2005, Epica cũng phát hành album non-metal mang tên The Score – An Epic Journey bao gồm các ca khúc làm soundtrack cho 1 bộ phim Hà Lan mang tênJoyride.
Trong năm 2005 và 2006 Epica đi tour khắp Bắc Mỹ cùng ban nhạc Kamelot. Sau tour diễn tay trống Jeroen Simons tuyên bố rời nhóm để theo đuổi mục tiêu âm nhạc khác. 
Tháng 12, Ariën van Weesenbeek của band nhạc God Dethroned được thông báo trên website của nhóm trở thành tay trống " khách mời "  cho album tiếp theo.

### The Divine Conspiracy(2007–2009)
Tháng 9 năm 2007, Epica bắt đầu quảng cáo rầm rộ tour diễn xuyên Bắc Mỹ đầu tiên của nhóm và phát hành album phòng thu thứ 3, The Divine Conspiracy, dưới tên hãng đĩa mới, Nuclear Blast. Tới tháng 12, Ariën van Weesenbeek được thông báo trở thành thành viên chính thức. Band nhạc tiếp tục đi tour Bắc Mỹ trong tháng 4 năm 2008 với band nhạc Into Eternity và Symphony X, nhưng không có sự tham gia của Simone bởi cô bị nhiễm bệnh tụ cầu khuẩn (MRSA) và người thay cô là Amanda Somerville.
Hai đĩa đơn được phát hành là Never Enough" và "Chasing the Dragon.
Ngày 16 tháng 12 năm 2008, Ad Sluijter rời band nhạc với lý do anh không thoải mái sáng tác nhạc do "những giới hạn". Người thay thế Ad là Isaac Delahaye, từng chơi cho God Dethroned.
Tháng 6 năm 2008, Epica ghi âm album live đầu tiên The Classical Conspiracy tại buổi biểu diễn diễn ra tại Miskolc, Hungary. Với sự tham gia của dàn hợp xướng 40 người và dàn nhạc dây 30 người, và trong danh sách ca khúc biểu diễn không chỉ có các ca khúc của band nhạc mà còn cover rất nhiều bản nhạc như Antonio Vivaldi, Antonín Dvořák, Giuseppe Verdi, Edvard Grieg, và cả soundtrack của các bộ phim như Star Wars, Spider-Man và Pirates of the Caribbean. Album được phát hành ngày 8 tháng 5 năm 2009 qua hãng đĩa  Nuclear Blast Records.

### Design Your Universe(2009–2011)

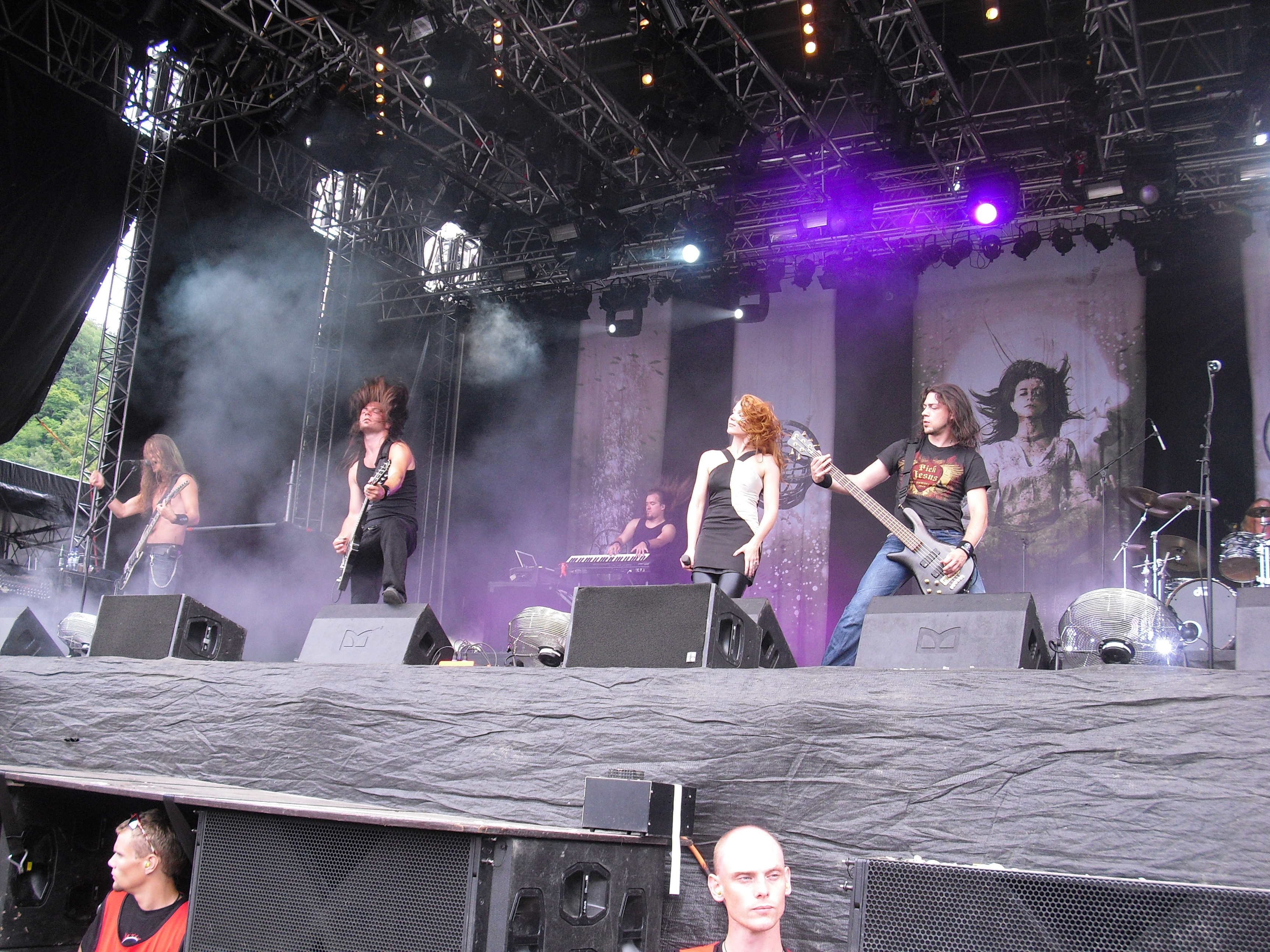
Epica performing at Norway Rock Festival in 2010

Tháng 3 năm 2009 Epica, Epica thông báo họ đã trở lại phòng thu để thực hiện album tiếp theo. Tháng 4 năm 2009 tên album được tiết lộ "Design Your Universe". Đó là sự tiếp nối câu chuyện A New Age Dawns được bắt đầu trong album Consign to Oblivion. Album được phát hành vào ngày 16 tháng 10 năm 2009.  Album cũng có sự góp mặt của khách mời đến từ band Sonata Arctica giọng ca Tony Kakko trong ca khúc "White Waters". Album dã đạt được vị trí số 8 trên bảng xếp hạng âm nhạc của Hà Lan.. Hai đĩa đơn được phát hành từ album là "Unleashed" và "This Is the Time".

### Requiem for the Indifferent(2012–nay)
Trong 1 cuộc phỏng vấn vào tháng 11 năm 2010, Simone cho biết band nhạc sẽ bắt đầu viết các ca khúc mới sau khi tour diễn Nam Mỹ kết thúc(tháng 2 năm 2011). Cô cũng cho biết họ hi vọng sẽ phát hành album tiếp theo vào khoảng đầu năm 2012..
Tính tới tháng 5 năm 2011 đã có 14 ca khúc được viết(chưa có lời) và họ sẽ trở lại phòng thu sau khi mùa hè kết thúc và một lần nữa Sascha Paeth lại là nhà sản xuất của album. Vào ngày 1 tháng 12 năm 2011, band nhạc cho biết tên album thứ năm của nhóm sẽ là Requiem for the Indifferent và album được truyền cảm hứng bởi các yếu tố như căng thẳng giữa các tôn giáo và các nền văn hóa khác nhau cũng như chiến tranh, thiên tai và khủng hoảng tài chính. Ngày 3 tháng 2 single đầu tiên mang tên Storm the Sorrow đuọc phát hành. Vào ngày 9 tháng 3 năm 2012 album Requiem for the Indifferent chính thức được phát hành tại châu Âu(ở Mỹ là vào ngày 13/3). Album đã chiếm được vị trí thứ 12 tại Hà Lan, thứ 14 tại Thụy Sĩ.

## Thành viên

### Thành viên hiện tại
- Simone Simons – mezzo-soprano vocals (2003–nay)
- Mark Jansen – rhythm guitars, grunts, screams (2002–nay)
- Isaac Delahaye – lead guitars, backing vocals (2009–nay)
- Yves Huts – bass guitar (2002–nay)
- Coen Janssen – synthesizer, piano (2002–nay)
- Ariën van Weesenbeek – drums, grunts, spoken words (2007–nay)

### Thành viên cũ
- Helena Iren Michaelsen – soprano vocals (2002)
- Iwan Hendrikx – drums (2002)
- Dennis Leeflang – drums (2002)
- Jeroen Simons – drums (2002–2006)
- Ad Sluijter – guitars (2002–2008)

## Danh sách album

### Demos
- 2002: Cry for the Moon

### Album phòng thu
- 2003: The Phantom Agony
- 2005: Consign to Oblivion
- 2007: The Divine Conspiracy
- 2009: Design Your Universe
- 2012: Requiem for the Indifferent

### EPs và đĩa đơn
- 2003: "The Phantom Agony"
- 2004: "Feint"
- 2004: "Cry for the Moon"
- 2005: "Solitary Ground"
- 2005: "Quietus (Silent Reverie)"
- 2007: "Never Enough"
- 2008: "Chasing the Dragon"
- 2009: "Unleashed"[14]
- 2010: "This Is the Time"
- 2012: "Storm the Sorrow"

### DVD
- 2004: We Will Take You With Us

### Các sáng tác khác
- 2005: The Score – An Epic Journey
- 2006: The Road to Paradiso
- 2009: The Classical Conspiracy

### Video âm nhạc
- 2003: "The Phantom Agony"
- 2004: "Feint"
- 2005: "Solitary Ground"
- 2005: "Solitary Ground (Alternative Version)"
- 2005: "Quietus"
- 2007: "Never Enough (Light Version)"
- 2007: "Never Enough (Dark Version)"
- 2009: "Unleashed"
- 2010: "This Is the Time"
- 2012: "Storm the Sorrow"